# Radanici

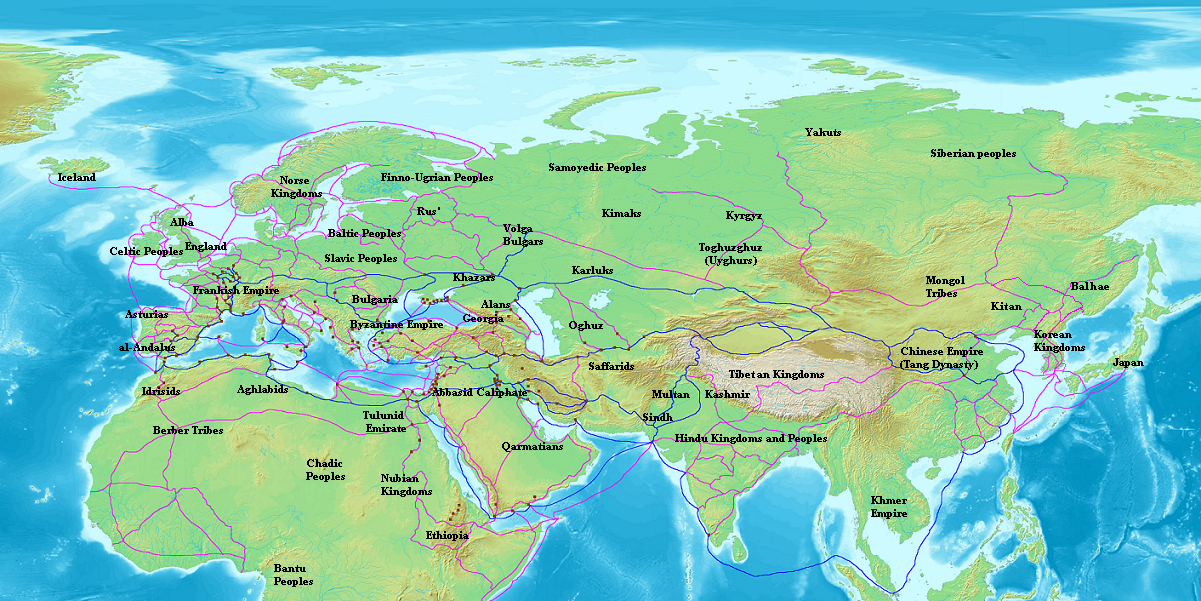
Szlaki handlowe w Eurazji w IX wieku. Trasy radanitów (zaznaczone na niebiesko) według pochodzącej z około 870 roku Księgi dróg i królestw autorstwa Ibn Khordadbeha.

Radanici lub rodanici (arab. ‏الرذنية‎ ar-Radaniya; hebr. l. poj. ‏רדהני‎ Radhani, l. mn. ‏רדהנים‎ Radhanim) – określenie kupców, głównie żydowskich, którzy we wczesnym średniowieczu pośredniczyli w handlu między Europą zachodnią a Bliskim i Dalekim Wschodem oraz między krajami chrześcijańskimi i pogańskimi a światem islamu.

We wczesnym średniowieczu kupcy żydowscy opanowali dawne rzymskie morskie szlaki handlowe na Morzu Śródziemnym i Czerwonym łącząc muzułmańską Hiszpanię i królestwo Franków z Bliskim i Dalekim Wschodem, docierając do Indii i Chin. Od VII do połowy X wieku byli niemal wyłącznymi pośrednikami w handlu między Wschodem a Zachodem.

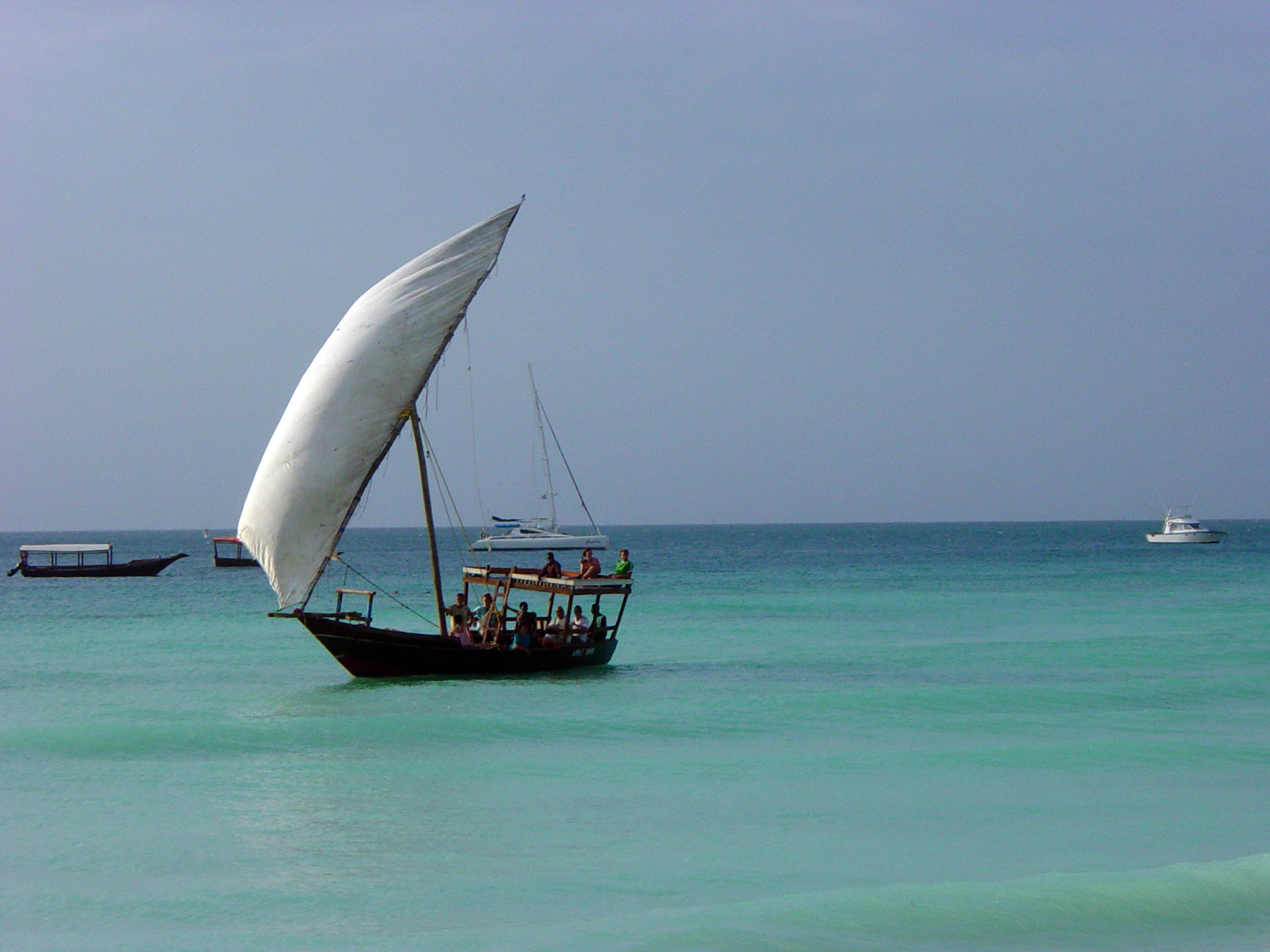
Statek typu dau na Oceanie Indyjskim. Takimi statkami posługiwali się radanici w handlu morskim.

Od połowy X wieku, gdy zostali wyparci z Morza Śródziemnego przez kupców włoskich (głównie weneckich), radanici przetarli i wykorzystywali transkontynentalny szlak lądowy, który wiódł z hiszpańskiej Andaluzji (kalifat Kordoby) poprzez Francję (dolina Rodanu, Narbona, Verdun), południowe Niemcy (Moguncja, Ratyzbona), czeską Pragę, morawski Ołomuniec, Bramę Morawską, Kraków, Przemyśl i Grody Czerwieńskie do Kijowa. W Kijowie szlak transkontynentalny krzyżował się z rzecznym szlakiem „od Waregów do Greków” oraz prowadził dalej na wschód nad Don (chazarski Sarkel) i nad Wołgę (chazarski Itil, bułgarski Bułgar Wielki) i dalej na Bliski i Daleki Wschód, gdzie łączył się z Jedwabnym Szlakiem. Ta droga handlowa w źródłach arabskich określana jest, podobnie jak sami kupcy, jako ar-Radanija.
Ważnymi partnerami radanitów na wschodzie byli Chazarowie, których elity wyznawały judaizm (być może przyjęty pod wpływem kupców żydowskich). Po zniszczeniu Kaganatu Chazarskiego przez ruskiego księcia Światosława (965/966), kluczową rolę na szlaku radanitów przejął Kijów.
Radanici handlowali produktami rolnymi i leśnymi (futrami), przyprawami korzennymi, tkaninami (jedwab), kruszcem oraz bronią. W wiekach IX-XI zajmowali się także handlem niewolnikami, pozyskiwanymi głównie wśród Słowian (arab. Saqaliba).

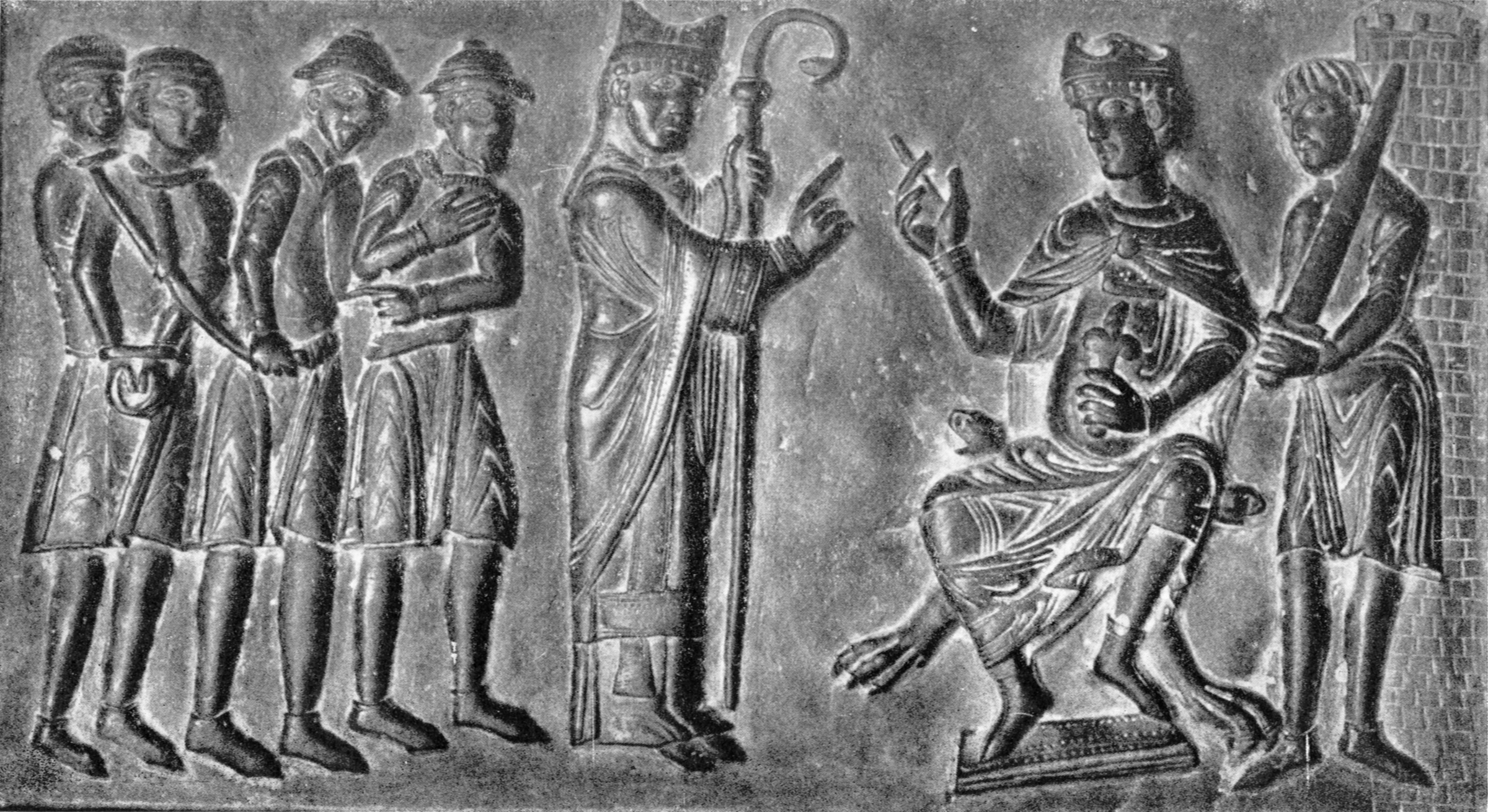
Święty Wojciech oskarża księcia czeskiego Bolesława II i żydowskich kupców (postacie w nakryciach głowy) o handel chrześcijańskimi niewolnikami. Scena z Drzwi gnieźnieńskich.

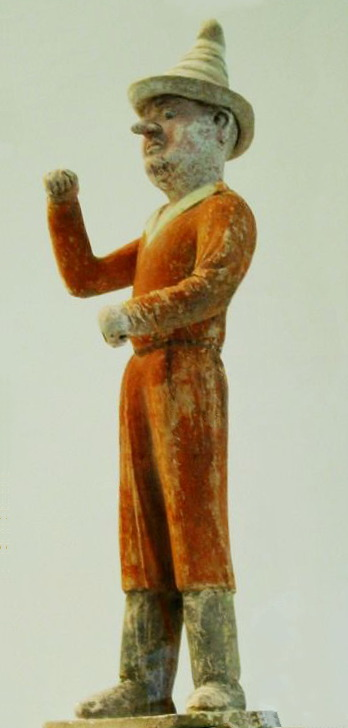
Chińska terakotowa figurka przedstawiająca zagranicznego kupca (dynastia Tang, VII w.)

Od XII wieku rolę radanitów na szlaku transkontynentalnym stopniowo przejmowali osiadli kupcy.
Radanici są przedstawieni w arabskich źródłach jako sprawni kupcy, którzy podróżowali od najdalszych krajów zachodnich po wschodnie krańce świata. Według powstałego w IX wieku dzieła Księga dróg i królestw, której autorem był pocztmistrz abbasydzki Ibn Khordadbeh, radanici sprawnie posługiwali się językami arabskim, perskim, greckim, hiszpańskim oraz językami Franków i Słowian.
Kupcom żydowskim zawdzięczamy najdawniejsze opisy krajów słowiańskich. Jednym z radanitów był zapewne Ibrahim ibn Jakub, który około 965 roku odwiedził Pragę i pozostawił opis państwa Mieszka I. Żydowski uczony i podróżnik Jehuda ha-Kohen z Moguncji w XI wieku wspomniał Przemyśl i Kijów opisując szlak radanitów. O żydowskich kupcach wspominają też źródła chrześcijańskie z epoki (Kronika Thietmara, Żywot św. Wojciecha).
Nie jest znana etymologia nazwy radanici. W tekstach arabskich występuje w dwóch wersjach: Rādhāniya lub Rāhdāniya. Wywodzi się ją m.in. od perskiego rāhdān, „znający drogę”, od nazw krajów znajdujących się na ich szlaku lub nazwy rzeki Rodan.